# وانه (استان اوپوله)
وانه (به لاتین: Łany) یک روستا در لهستان است که در گمینا چیسک واقع شده‌است. وانه ۷۱۹ نفر جمعیت دارد.